# Scott Ludlam

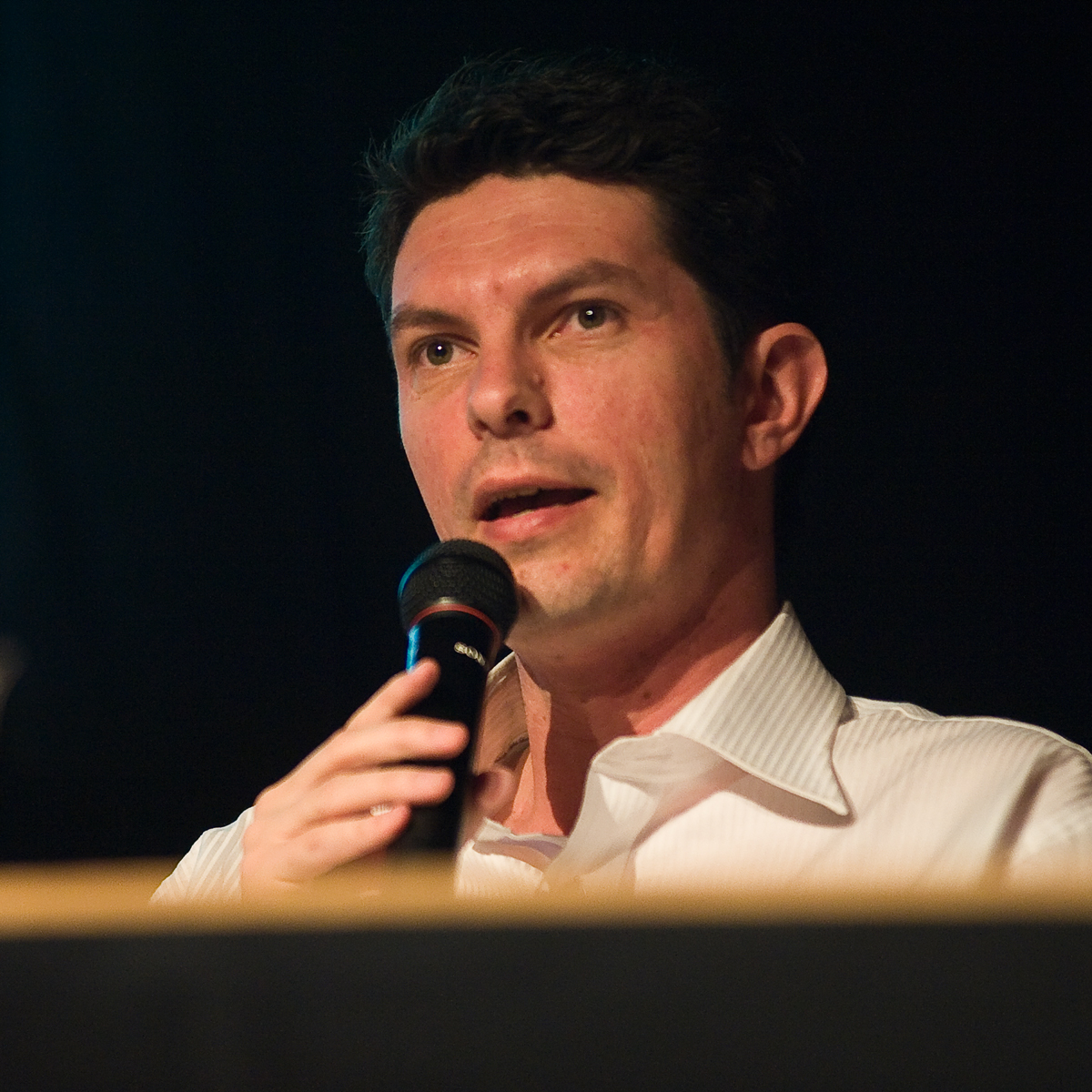
Scott Ludlam (2009)

Scott Ludlam (* 10. Januar 1970 in Palmerston North, Neuseeland) ist ein australischer Politiker.

## Leben
Nach seiner Schulzeit studierte Ludlam Grafikdesign und Politikwissenschaften. Ludlam ist Mitglied der Australian Greens. 2007 produzierte er gemeinsam mit Jose Garcia eine animierte Dokumentation: Climate of Hope.
Seit Juli 2008 ist Ludlam Senator für den Bundesstaat Western Australia im Australischen Senat.
Am 14. Juli 2017 trat er von seinem Senatsmandat zurück, nachdem er darauf hingewiesen worden war, dass er neben der australischen auch die neuseeländische Staatsbürgerschaft besitzt und als Doppelstaatsbürger gemäß der australischen Verfassung nicht hätte kandidieren dürfen.